# Die große Leidenschaft (1949)
Die große Leidenschaft ist ein 1948 entstandenes britisches Liebesdrama von David Lean. Das Drehbuch basiert auf einer 1913 erschienenen Vorlage von H. G. Wells. In den Hauptrollen spielen Claude Rains, Ann Todd und Trevor Howard.

## Handlung
Die Geschichte handelt von einer klassischen Dreiecksgeschichte: einer Frau zwischen zwei Männern, von denen der eine mit ihr verheiratet und der andere ihre Jugendliebe ist. Mary Justin erzählt ihre Lebensgeschichte in einer Rückblende während eines Ferienaufenthaltes in der Schweiz, wo sie auf ihren Ehemann, den sehr viel älteren Bankier Howard Justin wartet, der noch mit geschäftlichen Angelegenheiten beschäftigt ist und später zu ihr stoßen will.
Neun Jahre liegt es zurück, dass Mary ihre Jugendliebe Steven Stratton, kurz vor Kriegsausbruch 1939 gesehen hat und der zufälligerweise im Nachbarzimmer des Schweizer Berghotels untergebracht wurde. Mary und Steven waren einst ein Paar, und der junge Mann wollte sie sogar heiraten. Doch Mary bekam es mit der Angst zu tun; sie empfand die Ehe als eine sie zu sehr einengende und bedrückende Einrichtung. Steven kämpfte um sie, doch sie ließ ihn stehen und wandte sich später ihrem jetzigen Mann zu, dessen Antrag sie, ganz entgegen ihren ursprünglichen Überzeugungen, annahm. Dabei zählten materielle Werte offenbar mehr als Gefühle. Jedenfalls schätzte sie an Howard durchaus auch die soziale und finanzielle Sicherheit, die er ihr zu bieten vermochte. Ganz offensichtlich, so wird im Laufe der Geschichte klar, empfindet Mary intensive Liebe, die sie für Howard eben nicht empfindet, generell als bedrohlich.
Die letzte Begegnung zwischen dem Ehepaar Howard und Mary einerseits sowie Steven Stratton andererseits beginnt ein wenig steif. Stratton ist mit der jungen Pat zusammen. Man fremdelt zunächst, und Howard tut so, als würde er seinen einstigen Konkurrenten nicht erkennen. Dann aber nimmt Steven erneut den Kontakt zu Mary auf und versucht, sie zur Trennung von ihrem Ehemann zu überreden. Howard akzeptiert widerwillig, dass seine Frau gesellschaftlichen Kontakt mit Steven pflegt. Eine dieser Unternehmungen wirft eines Tages für Howard Fragen auf. Mary erklärt ihrem Mann, dass sie und Steven im Theater waren, doch dies kann nicht stimmen, denn die Eintrittskarten hatte sie daheim vergessen. Howard fragt die beiden über den Abend aus und merkt schnell, dass man ihn anlügt. Steven setzt alles auf eine Karte und bedrängt Howard, seine Frau Mary endlich gehen zu lassen, da sie ihn, Steven, (noch immer) liebe. Mary bittet daraufhin Steven zu gehen, um mit ihrem Gatten allein zu sprechen.
Als Steven Mary in ihrem Heim besuchen will, trifft er zunächst auf Howard, der Contenance bewahrt und sich verständnisvoll zeigt. Steven ahnt, dass er Mary nicht wirklich kennt, geschweige denn begreift, Howard wiederum, dass es nicht unbedingt die große Liebe war, die Mary als seine Ehefrau an seine Seite geführt hatte. Und dennoch glaubt er, dass das, was Mary in einer Ehe sucht, nur er ihr geben könne, und ganz bestimmt nicht Steven, der Mary gegenüber viel besitzergreifender ist als er, der ihr ihre Freiheiten belässt. In einer Aussprache zwischen Mary und Steven bestätigt sie die Gedanken ihres Ehemanns und läuft davon, ehe Steven sie von ihrer Haltung abbringen kann.
Nun also begegnen sich die Protagonisten nach neun langen Jahren der Kontaktlosigkeit in den Schweizer Alpen, genau genommen begegnet Mary Steven. Howard ist noch in Bankgeschäften unterwegs, und Mary und Steven nutzen den letzten Tag, ehe Steven nach London zurück muss, für einen Ausflug auf den See und zu einem Picknick in den Bergen. Steven sagt Mary, er habe Pat geheiratet und mit ihr zwei Kinder. Mary fragt ihn, ob er glücklich sei und spürt ein wenig Eifersucht in sich aufsteigen, als sie sich wünscht, an Pats Stelle zu sein. Als beide von ihrem Ausflug zurückkehren, ist inzwischen Howard eingetroffen. Er sieht die beiden aus dem Ausflugsboot aussteigen. Howard geht auf seine Hotelsuite und muss erkennen, wie der Hoteldiener Stevens zur Abreise bereitgestellten Reisekoffer vom benachbarten Zimmer abholt. Sofort steigt in ihm der Verdacht auf, dass sich in seiner Abwesenheit etwas zwischen seiner Frau und Steven Stratton entsponnen haben könnte. Als Mary Steven auf der Hotelterrasse stürmisch winkend verabschiedet, wird Howards Verdacht bezüglich einer angenommenen Untreue Marys noch verstärkt. In Howard tobt die Eifersucht, als er ihre Gefühle für Steven in ihrem Gesicht abliest. Howard ist sich sicher, dass seine Frau ihn betrogen hat und will die Scheidung.
Von diesen Entwicklungen wird auch Stevens Privatleben ins Chaos gestürzt. Mary will nicht, dass Stevens Leben durch Howards Aktion beschädigt wird und trifft sich mit ihm ein letztes Mal. Sie gibt vor,  Howard habe die Scheidungsklage zurückgezogen. Somit sei alles gut sei und Steven könne zu Frau und Kindern heimkehren. Dann sucht Mary das Gespräch mit Howard und macht ihm klar, dass rein gar nichts zwischen ihr und Steven in der Schweiz stattgefunden hat. Erstaunt muss sie von ihrem Ehemann erfahren, dass er nicht wegen dieser Episode die Scheidung eingereicht habe. Er fühle sich vielmehr um das betrogen, was er von dieser Ehe als Minimum erwartet habe: Zuneigung und Loyalität. Dann schreit er sie an, sie solle verschwinden und zerschmettert eine Vase auf den Boden. In seinem Zorn erkennt Howard,  dass er Mary wirklich aufrichtig liebt und seine Liebe derjenigen entspricht, die sie einst von Steven erhalten und die er, Howard, bislang gering geschätzt hatte. Angesichts dieser Erkenntnis bereut Howard seine Worte.
Wie in Trance irrt Mary derweil durch die Straßen Londons und durchquert schließlich eine U-Bahn-Station. Ein Zug fährt ein, und in schwindelndem Gang nähert sie sich dem Bahnsteig, düstere Gedanken im Kopf. Noch ein Schritt noch, und sie wird vor den Zug fallen. Doch im letzten Moment wird sie von einer Hand zurückgehalten: es ist ihr Mann, der ihr nachgeeilt war. Beide versöhnen sich auf dem Bahnsteig, und es scheint, dass beide ihre Ehe neu ordnen und diese jetzt richtig beginnen wollen.

## Produktionsnotizen
Die große Leidenschaft entstand 1948 in den Pinewood Studios (Innenaufnahmen) bei London sowie in Chamonix und am Lac d’Annecy (beides Hochsavoyen, Außenaufnahmen). Die Uraufführung fand am 26. Januar 1949 in London statt. Die deutsche Erstaufführung war am 30. August 1949.
Die Filmbauten entwarf John Bryan, die Kostüme Margaret Furse. George Pollock war Leans Regieassistent, Oswald Morris einfacher Kameramann unter Guy Greens Chefkamera. Muir Mathieson übernahm die musikalische Leitung.
Die große Leidenschaft wurde 1949 auch in Cannes gezeigt und für einen Preis nominiert.
Vier Monate nach der Uraufführung heiratete Regisseur Lean seine Hauptdarstellerin Ann Todd.

## Kritiken
„Mr. Lean pflanzt seine Hinweise mit der Gewissheit eines Meisters einer Detektivgeschichte, und erhöht deren Effekt mit einer sicheren Handhabung von Kamera und Tonspur.“

„Das sehr simple Dreiecks-Drama fand in David Lean einen erfahrenen Regisseur, der daraus einen kleinen altmodischen Unterhaltungsfilm ohne Ambitionen machte.“

„Vorhersehbares Liebesdreieck unter Oberklassenvertretern, erhöht durch eine starke Besetzung und Leans Kunstfertigkeit.“

„Eine schlichte und offensichtlich dramatische Ausgangslage wird durch Rückblenden und der unverwechselbaren Edellook-Handschrift seines Regisseurs zusammengetrickst, um befriedigende Unterhaltung zu schaffen.“